# Dolichopeza (Dolichopeza) pygmaea
Dolichopeza (Dolichopeza) pygmaea is een tweevleugelige uit de familie langpootmuggen (Tipulidae). De soort komt voor in het Australaziatisch gebied.